# Mesa Solar Sox
Die Mesa Solar Sox sind ein Baseballteam, das in der East Division der Arizona Fall League spielt. Sie spielen ihre Heimspiele in Mesa, Arizona, im Sloan Park, der auch die Frühjahrstrainingsstätte der Chicago Cubs ist.

## Namhafte Spieler
- Kris Bryant, Third Baseman für die Chicago Cubs
- Drew Carpenter, ehemaliger Pitcher für die Toronto Blue Jays
- Jermaine Dye, ehemaliger Outfielder für die Oakland Athletics und Chicago White Sox
- Sam Fuld, Outfielder für die Oakland Athletics
- L. J. Hoes, Outfielder für die Houston Astros
- Ryan Kalish, ehemaliger Outfielder für die Boston Red Sox
- Paul Konerko, ehemaliger First Baseman und Hitter für die Chicago White Sox
- Derrek Lee, ehemaliger First Baseman für die Chicago Cubs und Baltimore Orioles
- Joc Pederson, Outfielder für die Los Angeles Dodgers
- Mike Piazza, MLB Hall of Famer und ehemaliger Catcher für die New York Mets und Los Angeles Dodgers
- Cody Ross, ehemaliger Outfielder für die Arizona Diamondbacks
- Josh Satin, Second Baseman für die Cincinnati Reds
- Kyle Schwarber, Outfielder für die Chicago Cubs
- Josh Zeid, Pitcher für die Houston Astros